# Estación de Venecia Santa Lucia

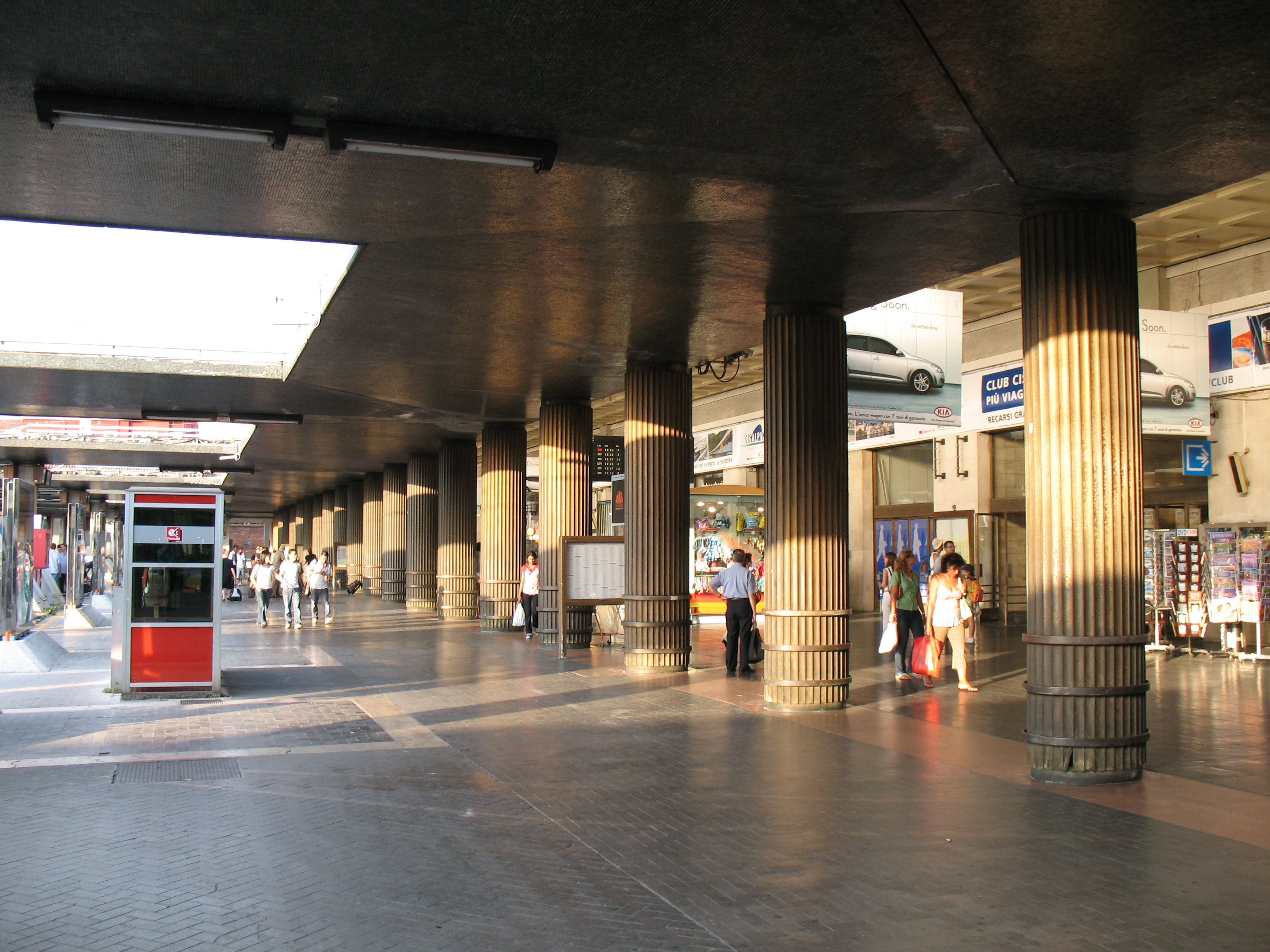
Vista del interior de la estación de Santa Lucía

La estación de Venecia Santa Lucía (Stazione di Venezia Santa Lucia en italiano) es la principal estación ferroviaria de la ciudad de Venecia. Se encuentra en el km 267 de la línea ferroviaria Milán-Venecia.

## Ubicación

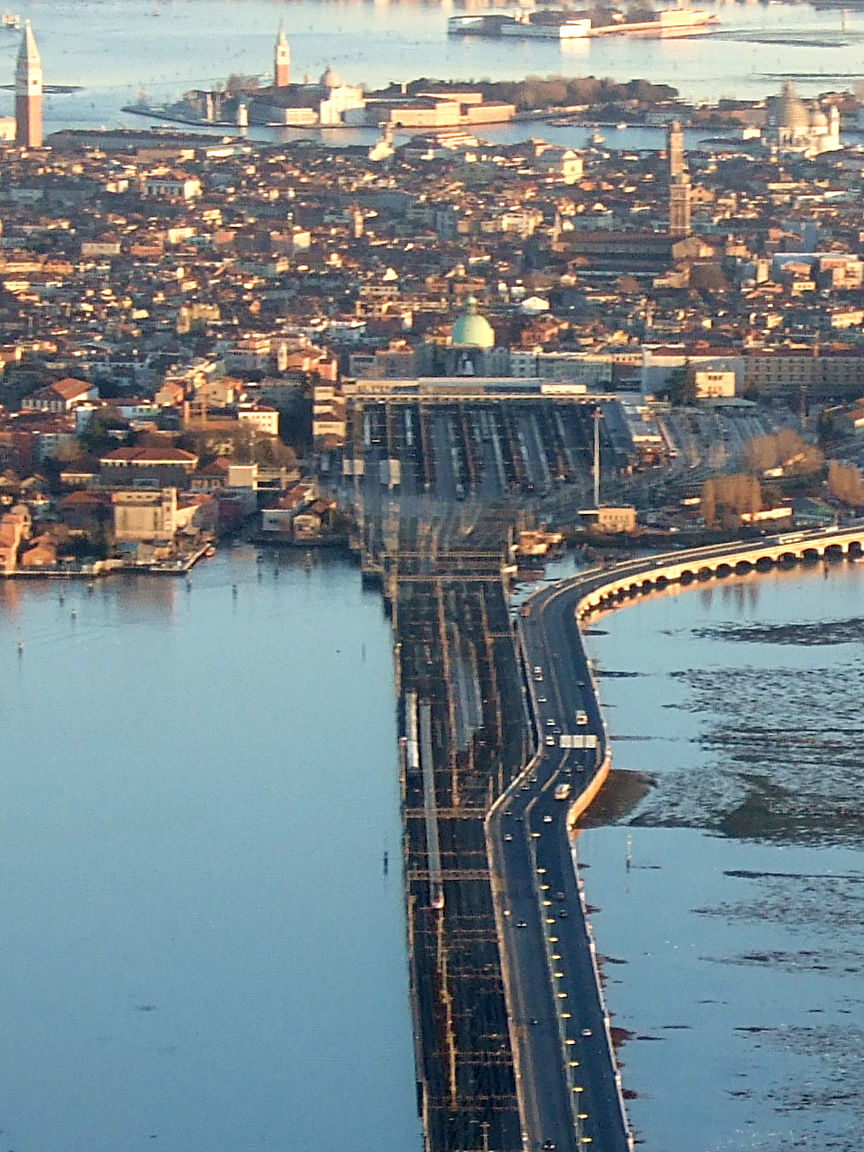
Vista aérea de la estación

Su encuentra en el extremo occidental del Gran Canal, en el barrio de Cannaregio.
La acera ubicada frente a la estación está comunicada con el Piazzale Roma (terminal automotor de la ciudad de Venecia) a través del Puente de la Constitución, diseñado por el arquitecto español Santiago Calatrava.

## Características
La estación está comunicada con la tierra firme y con la Estación de Venecia Mestre a través del Puente de la Libertad (Ponte della Libertà en italiano). Se encuentra incluida en el grupo de las 13 Grandes Estaciones italianas y está gestionada en conjunto por dos sociedades públicas: RFI y Grandi Stazioni S.p.A..

## Historia
El proyecto para la construcción de la estación ferroviaria Venezia Santa Lucía experimentó sucesivas postergaciones hasta la redacción de un proyecto definitivo. El arquitecto racionalista italiano Angelo Mazzoni fue el primero en desarrollar planes pera la estación en 1924, estudiando diferentes soluciones por más de una década. 
En 1934 se realizó un concurso para el diseño de la estación que ganó el arquitecto Virgilio Vallot, pero su proyecto se mantuvo en suspenso hasta el año 1936, momento en el que se decidió encomendar la construcción del edificio de viajeros a las empresas Mazzoni y Vallot (que continuó hasta 1943) y el rediseño de las instalaciones ferroviarias existentes a la empresa Mazzoni.
La solución final se completó después de la Segunda Guerra Mundial sobre la base de un proyecto redactado por el arquitecto Paolo Perilli.